# Tangara obojková
Tangara obojková (Ramphocelus sanguinolentus) je druh malého zpěvného ptáka z rodiny Ramphocelus, z čeledi tangarovití. Vyskytuje se ve Střední Americe, výjimečně i v severní části Jižní Ameriky.

## Výskyt a populace

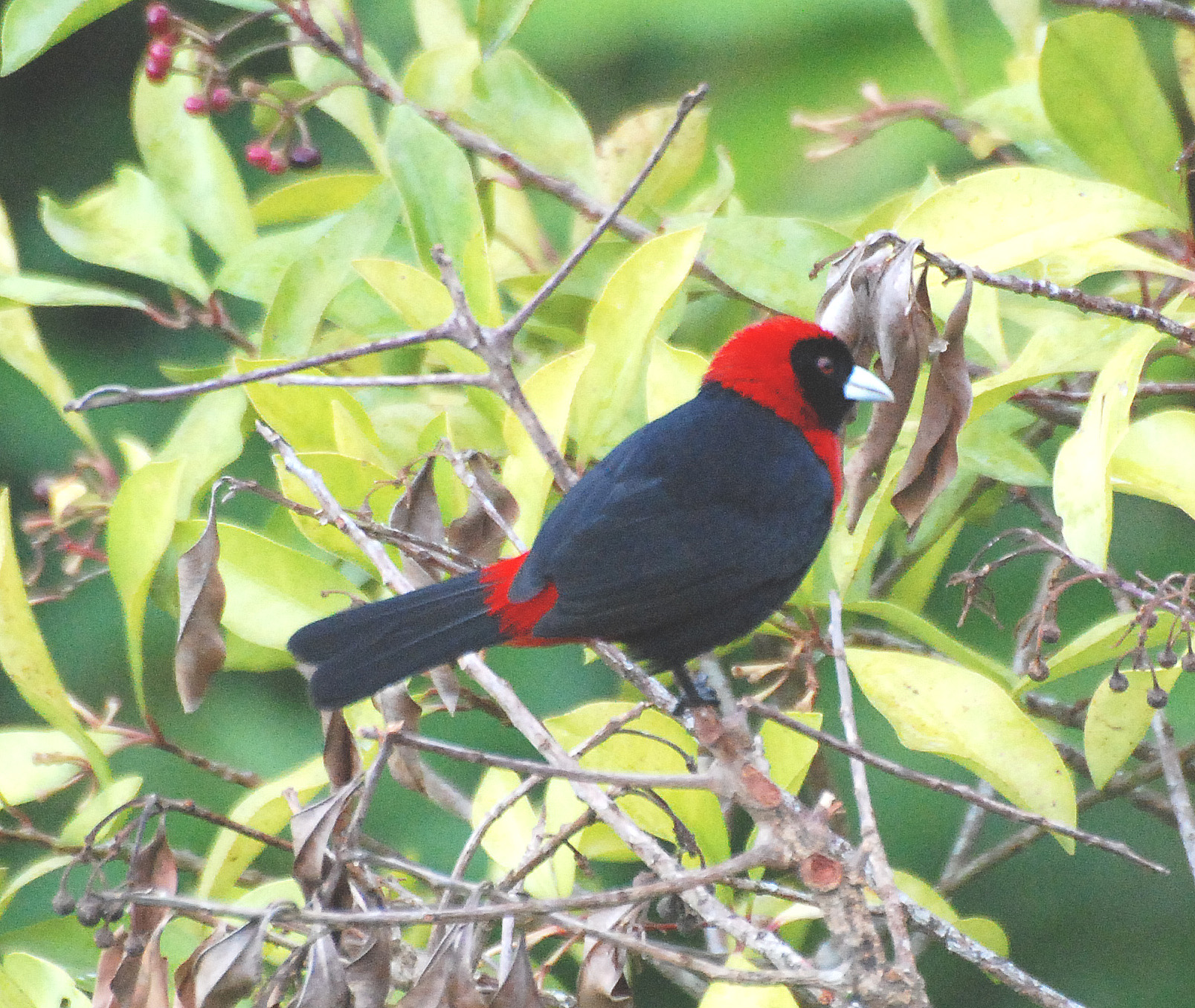
Samec

Tangara obojková se vyskytuje na poměrně velké ploše (asi 235 000 čtverečních kilometrů), která zahrnuje státy Honduras, Panama, Guatemala, Nikaragua, Kostarika a Mexiko. Najdeme ji na okrajích deštných pralesů v nadmořské výšce do 1100 m n. m. Žijí v nejvyšší úrovni pralesa a málokdy slétávají až k zemi.
Co se populace týče, pak se jedná o hojný a rozšířený druh, který se dle IUCN řadí jako málo dotčený. Přesná čísla nejsou známá, ale odhaduje se, že ve Střední Americe volně žije přes 50 000 těchto ptáků. Pravdou ale je, že odlesňování má na jejich populaci negativní dopad.

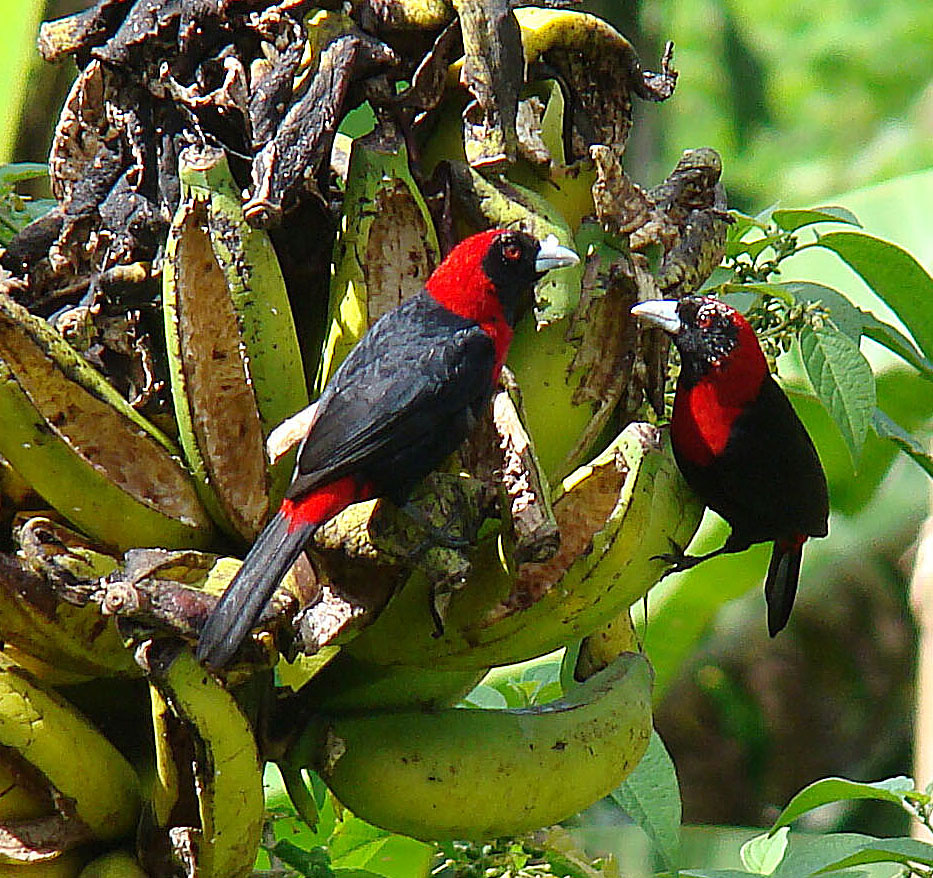
Tangary obojkové na banánovníku

## Popis
Jedná se o středně velkého, spíše zavalitého ale mrštného ptáka s nevýrazným pohlavním dimorfismem. Délka těla je až 20 cm, je tedy větší, než ostatní tangarovití. Zobák a nohy jsou u obou pohlaví modrošedé.
Dospělí samci jsou černí, s místy na ocasu, krku a hrudi, kde je jasně červené peří. Výrazně se podobají samicím dlaskovce krvavého (Rhodothraupis celaeno). Samice jsou samcům poměrně podobné, ale černou u nich střídá tmavě hnědá. Mladí jedinci se podobají dospělým samicím, jen hruď mívají kropenatou, jejich pohlaví lze bezpečně rozeznat až po prvním přepeřování.

## Ekologie
Tangary obojkové žijí, stejně jako tangary škraboškové, v párech výjimečně i v malých hejnech do pěti kusů. Větší skupiny tvoří jedině v období hnízdění. Není běžné, aby se sdružovali do hejn s jinými druhy ptáků. Hnízda staví většinou samice z mechu, listí a větviček vysoko v korunách stromů na okraje pralesa. Do tohoto hnízda samičky obvykle nakladou dvě až tři bledě modrá vejce s tmavými skvrnami.

## Taxonomie
Tangaru obojkovou poprvé popsal francouzský přírodovědec René-Primevere Lesson v roce 1831. Genetické studie naznačují, že tangara obojková nemá příliš společných věcí s jinými tangarami a pravděpodobně je jim jen málo příbuzná. Taxonomicky se nejvíce blíží k tangaře škraboškové, které se podobá jak vzhledem, tak stylem života. Latinský název sanguinolentus pravděpodobně znamená krvavá nebo rudá, což odkazuje na jasně červené peří na těle ptáka. Rozlišujeme dva poddruhy, které se liší krom míst výskytu i intenzitou červené barvy.
- R. sanguinolentus sanguinolentus - výskyt od jihovýchodního Mexiko až po Honduras.
- R. sanguinolentus Apricus - vyskytuje se na východě Hondurasu až po severozápadní Panamu.